# Берні Слейвен
Бернард Джозеф (Берні) Слейвен (англ. Bernard Joseph Slaven; нар. 13 листопада 1960, Пейслі, Шотландія) — ірландський і шотландський футболіст, який грав на позиції нападника. За 18 років кар'єри він забив 223 голи у 567 матчах національних чемпіонатів та кубків, а також провів сім матчів за збірну Ірландії.
Слейвен розпочав свою кар'єру в рідній Шотландії в клубі «Грінок Мортон» у 1980 році, після чого грав у командах «Ейрдріоніанс», «Квін оф зе Саут» та «Альбіон Роверс». У складі останньої він забив 31 гол у 43 матчах, ставши найкращим бомбардиром другого дивізіону шотландської Футбольної ліги в сезоні 1984/85, після чого був проданий у «Мідлсбро» за 25 000 фунтів стерлінгів на початку наступного сезону. Футболіст тричі здобував із клубом підвищення у класі: з третього дивізіону у сезоні 1986/87, з другого дивізіону через плей-оф у сезоні 1987/88 та знову з другого дивізіону у сезоні 1991/92. Він також грав за «Мідлсбро» у фіналі Кубка повноправних членів 1990 року і став першим ірландським гравцем, який забив гол у Прем'єр-лізі в її першому сезоні 1992/93. Берні двічі був названий найкращим гравцем року в клубі і забив загалом 146 голів у 381 матчі за вісім років на «Ейрсом Парк».
У березні 1993 року Слейвен на правах вільного агента перейшов у «Порт Вейл» і через два місяці допоміг клубу виграти трофей Футбольної ліги. Він повернувся на північний схід Англії в лютому 1994 року після підписання контракту з «Дарлінгтоном». Футболіст допоміг клубу уникнути падіння на дно англійської Футбольної ліги наприкінці сезону, після чого оголосив про свій відхід у травні 1995 року. Пізніше він грав на аматорському рівні, за команду «Біллінгем Сінтонія». Після завершення ігрової кар'єри Слейвен почав працювати на радіо, ведучи різні шоу та коментуючи матчі «Міддлсбро». Він також був ведучим телевізійної програми «Боро-ТВ» та опублікував дві автобіографії.
Незважаючи на те, що Берні народився в Шотландії, він провів сім матчів за збірну Ірландії в період між 1990 та 1993 роками завдяки своєму діду-ірландцю. Протягом цієї короткої міжнародної кар'єри Слейвен взяв участь у чемпіонаті світу 1990 року у складі збірної, хоч і не виходив на поле у цьому турнірі.

## Клубна кар'єра

### Початок кар'єри
Берні Слейвен народився 13 листопада 1960 року в Пейслі і виріс у Глазго. Він був єдиною дитиною у сім'ї; його батько, Г'ю, працював перевізником у The Co-operative Group, а мати, Еліс, була кравчиною. У віці 14 років Берні приєднався до клубу «Партік Тісл Еметерз», в якому грав на лівому фланзі. Незабаром він став виступати за «Істеркрейгз» на тій же позиції. У віці 18 років Слейвен відкинув пропозицію клубу другого дивізіону Шотландії «Іст Стерлінгшир» і натомість приєднався до клубу молодшої ліги «Джонстон Бург». Проте невдовзі гравець втомився від довгих поїздок до Джонстона і перестав відвідувати команду. Після того, як його контракт з «Джонстон Бургом» закінчився, він став гравцем місцевого клубу «Рутерглен Гленкейрн». Протягом аматорської кар'єри футболіст працював у The Co-operative Group, після чого якийсь час був безробітним.
У грудні 1980 року Слейвен перейшов у «Грінок Мортон» за 750 фунтів стерлінгів, але залишився в «Рутерглен Гленкейрн» до кінця сезону. У жовтні 1981 року він дебютував за «Мортон» у другому таймі матчу проти «Ейрдріоніанса». Футболіст вперше вийшов у стартовому складі команди в матчі проти «Селтіка», який закінчився внічию 1:1, і відзначився незарахованим голом. У матчі проти «Ейдрріоніанса» він забив свій перший гол у складі клубу, який залишився єдиним у 13 матчах шотландської Прем'єр-ліги, проведених у сезоні 1981/82. Незабаром гравець посварився з менеджером Бенні Руні, вимагаючи більше ігрового часу. Слейвен провів дев'ять безгольових матчів у сезоні 1982/83 і залишив клуб влітку.
Надалі Слейвен приєднався до клубу шотландського Першого дивізіону «Ейрдріоніанс», підписавши контракт на один місяць після того, як тренеру Біллу Манро знадобилася короткострокова заміна під час епідемії травм. Потім він провів три місяці без клубу, перш ніж перейшов до клубу «Квін оф зе Саут». Футболіст відіграв за клуб два матчі у другому дивізіоні, після чого знову став вільним агентом. У складі цієї команди Берні не справив великого враження на оточуючих, і в пізнішому інтерв'ю партнер по команді Джордж Клой сказав про Слейвена: «Він був просто людиною, яка любила грати у футбол. Він був симпатичним хлопцем, але він не був одним із найгаласливіших».
У квітні 1983 року футболіст приєднався до «Альбіон Роверс», возз'єднавшись з колишнім тренером «Мортона» Бенні Руні. Наступник Руні, Енді Річі, перевів Слейвена з лівого флангу в центр нападу. На своїй новій позиції він забив 31 гол у сезоні 1984/85 і отримав після закінчення сезону премію «Золотий удар» Daily Record. На початку цього сезону Річі був замінений на Джо Бейкера, який також вирішив призначити Слейвена капітаном команди. Берні був названий найкращим гравцем за версією клубу та чемпіонату. У цей час, будучи напівпрофесіоналом, він працював садівником. Проте голова правління «Роверс» Том Феган вимагав 40 000 фунтів стерлінгів за продаж Слейвена, що було надто високою ціною за гравця-непрофесіонала з третього ешелону. Слейвен відмовився грати за «Роверс» і згодом зв'язався з репортером The Sunday Post, який написав 54 англійським та шотландським клубам від його імені. «Мідлсбро» відповів на лист, запропонувавши гравцеві двотижневий перегляд.

Шановний пане,
Минулого сезону я був найкращим бомбардиром у шотландському дорослому футболі з 31 голом за «Альбіон Роверс» у другому дивізіоні. В даний час у мене діє «свобода контракту». Я не збираюся повертатися до «Роверсу». Мені б дуже хотілося спробувати повноцінний футбол на вищому рівні, і мені цікаво, чи можете ви подумати про підписання мене. Я був би готовий прийти до вашого клубу на пробній основі, тому що я страшенно хочу повернутися в гру. Я справді думаю, що здатний грати у вашому клубі. Хоча я не грав з того часу, як наприкінці минулого сезону у мене почалася «свобода контракту», я щодня тренувався самостійно. Мені 24 роки, сподіваюся, що ви принаймні подумаєте над цією пропозицією..
З повагою,
БЕРНІ СЛЕЙВЕН

—Лист, який Слейвен відправив 54 різним клубам 21 вересня 1985 року.
Оригінальний текст (англ.)
"Dear Sir,
Last season I was top-scorer in Scottish senior football with 31 goals for Albion Rovers in the Second Division. At present, I am on 'Freedom of contract'. I have no intention of returning to Rovers. I am keen to sample full-time football at the highest level, and wonder if you might consider signing me. I would be willing to come to your club on a trial basis, as I am desperate to get back into the game. I honestly feel I have the ability to play for your club. Although I have not played since I took up 'Freedom of contract' at the end of last season, I have kept fit during the summer training on my own every day. I am 24 years old, and hope that you will at least think over this approach.
Yours sincerely,
BERNIE SLAVEN

### Мідлсбро
У пробній грі проти «Бредфорд Сіті» Слейвен забив і справив враження на тренера, внаслідок чого перейшов до клубу «Альбіон Роверс» за 25 000 фунтів стерлінгів. 12 жовтня він дебютував за нову команду в матчі проти «Лідс Юнайтед» на «Елланд Роуд» (0:1), а через сім днів забив у своєму першому домашньому матчі за клуб, принісши нічию з рахунком 1:1 у зустрічі з «Бредфорд Сіті». «Мідлсбро» провів серію з п'яти перемог у восьми іграх протягом листопада та грудня, але в січні тренер команди Віллі Маддрен був звільнений після того, як набрав лише одне очко за місяць. 4 березня в першому матчі нового тренера Брюса Ріоха на чолі команди Слейвен забив два м'ячі, принісши перемогу з рахунком 3:1 у протистоянні з «Грімсбі Таун». Однак у заключній грі сезону 1985/86 проти «Шрусбері Таун», в якому вирішувалося, яка з цих команд залишиться в чемпіонаті на наступний сезон, Мідлсбро зазнав поразки і вилетів з другого дивізіону.
Перед початком сезону 1986/87 «Мідлсбро» розпочав процедуру ліквідації, внаслідок чого був звільнений Брюс Ріох та його штаб, а також був закритий клубний стадіон «Ейрсом Парк». Після того, як новий консорціум врятував клуб, Ріох був відновлений на посаді менеджера, і хоча наставник вирішив сильно оновити склад, він зробив Слейвена ключовим гравцем своєї нової команди. Незважаючи на це, Ріох не соромився публічно критикувати Берні і після першої поразки в сезоні від «Блекпула» 11 жовтня заявив: «…він не показав гарної гри, я незадоволений його формою, і йому настав час показати нам, за що він отримує зарплату». Футболіст правильно відреагував на критику і наступного місяця забив усі три м'ячі у ворота «Блекпула» на «Ейрсом Парк» у рамках Кубка Англії. Він зіграв у всіх 58 матчах клубу в чемпіонаті та кубку того сезону, забивши 22 голи, які допомогли «Мідлсбро» отримати підвищення у класі та зайняти друге місце, поступившись лише «Борнмуту».
У сезоні 1987/88 Слейвен допоміг забезпечити команді друге поспіль підвищення у класі. Мідлсбро зумів піднятися з третього дивізіону в перший дивізіон протягом двох років з моменту запобігання ліквідації. Він забив 24 голи в 58 матчах, включаючи два хет-трики в матчах проти «Гаддерсфілд Таун» (4:1) і «Шрусбері Таун» (4:0). Проте «Мідлсбро» програв «Лестер Сіті» в останньому турі чемпіонату і тому посів третє місце, поступившись «Астон Віллі» за забитими м'ячами, і кваліфікувався у плей-оф за право брати участь у найвищому дивізіоні країни. Слейвен забив гол у ворота «Бредфорд Сіті» у півфіналі плей-оф, зробивши тим самим внесок у перемогу з рахунком 3:2 за сумою двох зустрічей, завдяки чому команда вийшла у фінал плей-оф проти «Челсі». У першому матчі на «Ейрсом Парк» Слейвен віддав гольову передачу на Тревора Сеньйора і потім забив другий гол «Боро», принісши команді перемогу з рахунком 2:0; у матчі-відповіді на «Стемфорд Брідж» «Челсі» виграв з рахунком 1:0, але «Мідлсбро» переміг 2:1 за сукупністю двох матчів і замінив «Челсі» у вищому дивізіоні.
1 жовтня 1988 року Слейвен забив хет-трик у першому таймі матчу проти «Ковентрі Сіті», який приніс команді перемогу з рахунком 4:3, незабаром після того, як він і кілька товаришів по команді узгодили нові чотирирічні контракти з «Мідлсбро». Наприкінці місяця він був переведений на лівий фланг, тому що в центр нападу за рекордну для клубу суму був куплений Пітер Девенпорт, але незабаром був повернутий на позицію центрфорварда у зв'язку з малою результативністю Девенпорта. У листопаді Слейвен не потрапив у стартовий склад на матчі проти «Ноттінгем Форест», що привело до кінця його серії зі 136 матчів чемпіонату за «Мідлсбро» поспіль. У другій половині сезону 1988/189 у команди почались проблеми: 11 квітня Берні забив обидва м'ячі в матчі проти «Вест Гем Юнайтед» на «Болейн Граунд» (2:1), що стало кінцем безвиграшної серії з 11 матчів поспіль. В останньому турі сезону «Мідлсбро» вперше за весь чемпіонат опустився в зону вильоту, програвши з рахунком 0:1 «Шефілд Венсдей», і залишив турнір разом з «Вест Гем Юнайтед» і «Ньюкасл Юнайтед». Слейвен забив 15 голів за сезон, незважаючи на те, що багато ігор проводив на лівому фланзі, і був названий місцевими журналістами найкращим північно-східним гравцем року.
Протягом усього сезону 1989/90 «Мідлсбро» боровся з травмами і закінчив сезон лише на одну позицію вище за зону вильоту, що призвело до звільнення Ріоха. Однак у Кубку повноправних членів їм вдалося вибити «Порт Вейл», «Шефілд Венсдей», «Ньюкасл Юнайтед» і "Астон Віллу"і та вийти у фінал турніру на «Вемблі» проти «Челсі»; це був перший в історії клубу матч на «Уемблі». Проте сам фінал обернувся розчаруванням, єдиним голом того дня став успішно реалізований гравцем «Челсі» Тоні Доріго штрафний удар. Незважаючи на те, що «Мідлсбро» посів 21-е місце, Слейвен забив 32 голи у всіх змаганнях, що призвело до чуток про його ухід з команди. Він письмово подав запит на трансфер, який був відхилений тренером Коліном Тоддом, в результаті Слейвен погодився підписати новий контракт і відмовився від свого запиту.
На початку сезону 1990/91 футболіст провів шість безгольових матчів, але 27 жовтня перервав невдалу серію хет-триком у ворота «Брайтон енд Гоув Альбіона» (4:2). Однак 10 листопада він був замінений у перерві домашнього матчу проти «Чарльтона» і різко відреагував на цю подію, залишивши стадіон і не побачивши другу половину зустрічі. На наступному тижні нападник повернувся до стартового складу команди і забив у п'яти наступних матчах. Однак у січні Слейвен знову посварився з Тоддом після того, як зіграв на лівому фланзі, і був виключений з першої команди після наступної заяви ЗМІ: «якщо тренер не гратиме зі мною в центрі, він повинен викинути мене». Незабаром Берні повернувся до команди в ролі центрального нападника; 12 березня він забив два м'ячі у домашньому матчі проти принципового суперника, команди «Ньюкасл Юнайтед» (3:0), але завершив сезон серією з 15 безгольових матчів. Після закінчення сезону «Мідлсбро» кваліфікувався у плей-оф за підвищення у класі, але програв «Нотс Каунті» у півфіналі. Тодд збирався серйозно оновити склад і виставив Слейвена на трансфер разом із десятьма його одноклубниками.
Тодд був звільнений у червні 1991 року, а його наступник Ленні Лоуренс вирішив залишити Слейвена і випускати його в основному складі в парі з новачком Полом Вілкінсоном. Проте Слейвен отримав розтягнення литкового м'яза в міжсезоння і поступився місцем у стартовому складі Стюарту Ріплі. На початку вересня Берні знову став гравцем основи після того, як забив три голи, вийшовши на заміну, у матчах проти «Портсмута» і «Оксфорд Юнайтед». 28 вересня він забив перший гол у матчі проти традиційного суперника, клубу «Сандерленд» (2:1). Однак Лоуренс відчував, що Слейвен занадто індивідуалістичний, і в листопаді за 700 000 фунтів стерлінгів був оформлений трансфер нападника «Галл Сіті» Енді Пейтона, який, на думку тренера, виявився б більш ефективним партнером для Пола Вілкінсона. 23 листопада Пейтон забив у своєму дебютному матчі проти «Брістоль Сіті» (3:1), а ще два м'ячі забив Слейвен. Однак у цьому матчі Пейтон отримав травму і залишив поле на ношах. У січні Слейвен отримав травму коліна та після перенесеної операції вибув на п'ять тижнів. 21 березня він оформив хет-трик у переможному матчі проти «Брайтона» (4:0), проте посварився з Лоуренсом, через що наприкінці сезону був виключений з першої команди. Слейвен повернувся в основний склад у вирішальній фінальній грі чемпіонату проти « Вулвергемптон Вондерерз» і організував гол Джона Гіттенса, після чого Вілкінсон забив останній м'яч, що приніс «Мідлсбро» перемогу з рахунком 2:1 і друге місце, що дозволило команді повернутися у найвищий англійський дивізіон.
19 серпня 1992 року він став першим ірландським гравцем, який забив гол в англійській Прем'єр-Лізі, відзначившись дублем у ворота «Манчестер Сіті» (2:0). Після відходу Пейтона і Ріплі нападник провів сім із перших десяти матчів клубу в сезоні Прем'єр-Ліги 1992/93 і відзначився в матчах проти «Астон Вілли» та «Манчестер Юнайтед». Гол у ворота «Манчестер Юнайтед» 3 жовтня став останнім для Слейвена у складі «Мідлсбро», оскільки, починаючи з жовтня, Лоуренс став віддавати перевагу Вілкінсону на вістрі атаки, у зв'язку з чим Берні провів на лаві запасних більшу частину сезону, що залишився. Ірландець знову запросив трансфер, а Лоуренс заявив, що готовий розглянути будь-які пропозиції, які надійдуть клубу. Незабаром головний тренер відправив Слейвена тренуватися з молодіжною командою після того, як між ними виник конфлікт на тренуванні, а після того, як Берні розповів пресі про погіршення стосунків з тренером, він залишив команду на правах вільного агента.

### Пізня кар'єра
У березні 1993 року Слейвен підписав контракт із клубом другого дивізіону «Порт Вейл». 20 березня він був уперше у своїй кар'єрі вилучений з поля у своєму дебютному матчі проти «Лейтон Орієнт» (1:0) за удар ногою Едріана Вітбреда. 17 квітня Берні забив свій перший гол за клуб ударом з 23 метрів у матчі проти «Віган Атлетік» (4:0). Чотири дні по тому гравець забив єдиний гол команди у півфінальному матчі-відповіді розіграшу Трофею Футбольної ліги проти «Ексетер Сіті», вивівши «Порт Вейл» у фінал. Футболіст також відзначився у матчі останнього туру чемпіонату проти « Блекпула», взявши участь у камбеку команди, яка відігралася з рахунку 1:2 та виграла 4:2; однак, вони завершили сезон на третьому місці, на одне очко відставши від «Болтона», і вийшли в плей-оф. У півфінальному матчі плей-оф після навісу Слейвена Мартін Фойл забив переможний м'яч у ворота «Стокпорт Каунті». 22 травня «Порт Вейл» знову зустрівся зі «Стокпорт Каунті» у фіналі розіграшу Трофея Футбольної ліги на «Вемблі», а Берні вдалося віддати гольову передачу на Пола Керра і забити другий вирішальний гол, який приніс перемогу з рахунком 2:1. За іронією долі нагороду Слейвену як найкращому гравцю матчу вручав Ленні Лоуренс, який лише два місяці тому змусив його покинути «Мідлсбро». Вісім днів по тому він знову грав на «Вемблі» у фіналі плей-оф, який завершився розгромною поразкою від " Вест Бромвіч Альбіон " з рахунком 0:3.
21 серпня футболіст розпочав сезон 1993/94 з хет-трику у ворота «Барнета» (6:0). Однак він отримав розтягнення литкового м'яза і поступився місцем у стартовому складі Ніккі Кроссу, який добре зарекомендував себе за відсутності Слейвена. Також на тренуванні його вдарив в обличчя одноклубнику Пітеру Свону, хоча вони врешті-решт помирилися і стали друзями. Слейвен хотів повернутися на північний схід, щоб бути зі своєю дружиною Карен і новонародженим сином Домініком, втім тренер Джон Радж не хотів втратити футболіста, незважаючи на неможливість запропонувати контракт на наступний сезон. Слейвен забив свій останній гол за клуб 18 січня 1994 року в переграванні третього раунду Кубка Англії, що завершився перемогою з рахунком 1:0 над клубом Прем'єр-Ліги «Саутгемптон».
У лютому 1994 року Слейвен приєднався до «Дарлінгтона», який знаходився внизу турнірної таблиці Третього дивізіону. Незважаючи на те, що футболіст грав у нижчих лігах, йому стали важко даватися голи, і сезон 1994/95 завершився для нього лише 2 голами в 11 матчах. «Дарлінгтон» уникнув вильоту після того, як Слейвен забив переможний гол «Честерфілду», завдяки якому клуб обійшов у турнірній таблиці «Нортгемптон Таун», що опинився в зоні вильоту. У сезоні 1994/95 під керівництвом Алана Мюррея «квакери» знову виступали невдало, і хоча Слейвен зумів вразити ворота суперників 7 разів у 31 матчі, він залишив клуб на правах вільного агента у травні 1995 року. Берні вирішив піти з професійного футболу після того, як консультант повідомив гравця, що травма спини, яка турбувала його, буде тільки посилюватися з подальшими навантаженнями. Надалі Слейвен грав за команду Північної ліги «Біллінгем Сінтонія» в сезонах 1997/98 і 1998/99, забивши 22 голи в 21 матчі.

## Міжнародна кар'єра
Слейвен мав право грати за збірну Ірландії завдяки своєму дідові-ірландцю. Він вирішив представляти цю збірну після того, як його послідовно ігнорував тренер збірної Шотландії Енді Роксбург. Після виклику Слейвена в 1990 році тренер збірної Ірландії Джек Чарльтон сказав: «Берні — це той гравець, який міг би отримати користь від скидок Каскаріно. Ми шукали такого гравця, як Берні, якийсь час». Слейвен дебютував за збірну в товариському матчі проти Уельсу 28 березня 1990 року і забив єдиний гол у матчі, зігравши на добиванні після того, як удар Кевіна Шіді з пенальті відбив Невілл Саутол.
16 травня футболіст провів другий матч за національну команду проти Фінляндії, після чого увійшов у заявку збірну Ірландії на чемпіонат світу 1990 року. Проте Слейвен не провів на турнірі жодного матчу та страждав від туги за батьківщиною. Воцерковленний католик Слейвен заявив, що головною для нього подією турніру був день, коли команда зустріла папу римського Іоанна Павла II у Ватикані. Він провів останній зі своїх семи матчів за збірну 17 лютого 1993 року, обігравши в товариському матчі збірну Уельсу з рахунком 2:1.

## Стиль гри
Слейвен був нападником, який забивав багато голів завдяки своєму чудовому першому дотику, гольовому чуттю і точно поставленому удару. Він був класичним гравцем карного майданчика, у зв'язку з чим критикувався за малу рухливість і звичку перебувати в положенні «поза грою». Також його критикували за гру у відборі та гру головою. Робоча нога Слейвена — ліва. Його традиційним святкуванням забВсього м'яча був стрибок на огорожу «Холгейт Енд», однієї з трибун стадіону «Ейрсом Парк». Коли стадіон був знесений в 1996 році, Слейвен придбав ділянку огорожі Енд і кілька років зберігав її на своєму задньому дворі.

## Медійна кар'єра
У 1996 році відбувся прощальний матч Слейвена проти «Герефорд Юнайтед» на стадіоні «Ріверсайд», в якому він виступав за «Мідлсбро», проте футболіст був засмучений низькою відвідуваністю матчу, який відвідало лише 3537 осіб. Після завершення ігрової кар'єри він працював на радіо і коментував матчі «Міддлсбро» на Century FM спільно з Алі Браунлі з 1996 по 2007 рік. Браунлі, як правило, оцінював гру «Мідлсбро» більш позитивно та оптимістично, тоді як Слейвен — більш критично та реалістично. Їхній дует також вів шоу для NTL «Боро-ТВ» з 1997 року, поки Слейвен не був звільнений у грудні 2002 року після того, як пропустив зйомку на знак протесту проти постійної невиплати заробітної плати у строк.
В 1999 році Берні уклав суперечку з Браунлі, пообіцявши показати «п'яту точку» у вікно універмагу Binns в Мідлсбро, якщо «Мідлсбро» обіграє «Манчестер Юнайтед» на «Олд Траффорд». Матч закінчився перемогою «Мідлсбро» з рахунком 3:2, тому Слейвен здійснив обіцяне, написавши на стегнах підсумковий результат зустрічі.
У жовтні 2002 року він оголосив про свій намір балотуватися на недавно створений пост мера міста Мідлсбро, але зійшов з дистанції перед виборами, оскільки його кандидатура виявилася рекламним ходом Century FM, а не серйозною спробою увійти до політики. Також Слейвен був ведучим програми Legends Football Phone-In на Real Radio North East і пізніше Koast Radio, поряд з Малкольмом Макдональдом і Міккі Горсвіллом, з 2000 по 2014.
Він випустив дві автобіографії: Strikingly Different у 1996 році та Legend? The Autobiography у 2007 році.

## Особисте життя
Слейвен є батьком двох дітей, Домініка та Райана, який страждає від цукрового діабету 1-го типу. У 2013 році Берні організував благодійний марафон у Нью-Йорку, пробігши 21 кілометр і зібравши 4000 фунтів стерлінгів на лікування сина та інших хворих на цукровий діабет.
Слейвен також відомий своєю активною благодійною діяльністю, за що удостоювався нагороди «Герой Тіссайда». Він часто бере участь у благодійних матчах та вечерях, на постійній основі жертвує гроші в такі організації, як Будиночок Енн Чарльтон, яка забезпечує догляд за людьми з розсіяним склерозом, фонд БМН, PETA та фонд Гарі Паркінсона, його колишнього одноклубника, який бореться із синдромом замкнутої людини. В інтерв'ю Берні заявив про свою діяльність: «Я збираю гроші на благодійні цілі, а не рекламу. Це змушує мене почуватися добре, відчувати себе потрібним, тому що можу допомогти людям, яким важко».
Слейвен є шанувальником засновника гурту The Smiths Моррісі ; 2011 року він запропонував віддати пам'ятні футбольні речі та пожертвувати 500 фунтів стерлінгів на благодійність за спільну фотографію з Моррісі.

## Статистика

### Клубна статистика
Джерело:
| Клуб                           | Сезон                          | Дивізіон                       | Ліга | Ліга  | Кубок Англії | Кубок Англії | Інші | Інші  | Всього | Всього |
| Клуб                           | Сезон                          | Дивізіон                       | Ігор | Голів | Ігор         | Голів        | Ігор | Голів | Ігор   | Голів  |
| ------------------------------ | ------------------------------ | ------------------------------ | ---- | ----- | ------------ | ------------ | ---- | ----- | ------ | ------ |
| «Грінок Мортон»                | 1981/1982                      | Прем'єр-дивізіон               | 13   | 1     | 0            | 0            | 1    | 0     | 14     | 1      |
| «Грінок Мортон»                | 1982/1983                      | Прем'єр-дивізіон               | 8    | 0     | 0            | 0            | 1    | 0     | 9      | 0      |
| «Грінок Мортон»                | Всього                         | Всього                         | 21   | 1     | 0            | 0            | 2    | 0     | 23     | 1      |
| «Ейрдріоніанс»                 | 1983/1984                      | Перший дивізіон                | 2    | 0     | 0            | 0            | 4    | 0     | 6      | 0      |
| «Квін оф зе Саут»              | 1983/1984                      | Другий дивізіон                | 2    | 0     | 0            | 0            | 0    | 0     | 2      | 0      |
| «Альбіон Роверс»               | 1983/1984                      | Другий дивізіон                | 3    | 0     | 0            | 0            | 0    | 0     | 3      | 0      |
| «Альбіон Роверс»               | 1984/1985                      | Другий дивізіон                | 39   | 27    | 0            | 0            | 4    | 4     | 43     | 31     |
| «Альбіон Роверс»               | Всього                         | Всього                         | 42   | 27    | 0            | 0            | 4    | 4     | 46     | 31     |
| «Мідлсбро»                     | 1985/1986                      | Другий дивізіон                | 32   | 8     | 1            | 0            | 1    | 1     | 34     | 9      |
| «Мідлсбро»                     | 1986/1987                      | Третій дивізіон                | 46   | 17    | 3            | 3            | 9    | 2     | 58     | 22     |
| «Мідлсбро»                     | 1987/1988                      | Другий дивізіон                | 44   | 21    | 5            | 0            | 9    | 3     | 58     | 24     |
| «Мідлсбро»                     | 1988/1989                      | Перший дивізіон                | 37   | 15    | 1            | 1            | 6    | 2     | 44     | 18     |
| «Мідлсбро»                     | 1989/1990                      | Другий дивізіон                | 46   | 21    | 3            | 0            | 10   | 11    | 59     | 32     |
| «Мідлсбро»                     | 1990/1991                      | Другий дивізіон                | 46   | 16    | 3            | 0            | 9    | 4     | 58     | 20     |
| «Мідлсбро»                     | 1991/1992                      | Другий дивізіон                | 38   | 16    | 2            | 0            | 9    | 2     | 49     | 18     |
| «Мідлсбро»                     | 1992/1993                      | Премьер-лига                   | 18   | 4     | 1            | 0            | 2    | 0     | 21     | 4      |
| «Мідлсбро»                     | Всього                         | Всього                         | 307  | 118   | 19           | 3            | 55   | 25    | 381    | 146    |
| «Порт Вейл»                    | 1992/1993                      | Другий дивізіон                | 10   | 2     | 0            | 0            | 5    | 2     | 15     | 4      |
| «Порт Вейл»                    | 1993/1994                      | Другий дивізіон                | 23   | 7     | 4            | 1            | 4    | 1     | 31     | 9      |
| «Порт Вейл»                    | Всього                         | Всього                         | 33   | 9     | 4            | 1            | 9    | 3     | 46     | 13     |
| «Дарлінгтон»                   | 1993/1994                      | Третій дивізіон                | 11   | 2     | 0            | 0            | 0    | 0     | 11     | 2      |
| «Дарлінгтон»                   | 1994/1995                      | Третій дивізіон                | 26   | 5     | 2            | 1            | 3    | 1     | 31     | 7      |
| «Дарлінгтон»                   | Всього                         | Всього                         | 37   | 7     | 2            | 1            | 3    | 1     | 42     | 9      |
| Всього за «Біллінгем Сінтонію» | Всього за «Біллінгем Сінтонію» | Всього за «Біллінгем Сінтонію» | 21   | 22    | 0            | 0            | 0    | 0     | 21     | 22     |
| Всього за кар'єру              | Всього за кар'єру              | Всього за кар'єру              | 465  | 184   | 25           | 6            | 77   | 33    | 567    | 223    |

### Виступи за збірну
| Збірна            | Рік               | Відбір Євро | Відбір Євро | Товариські матчі | Товариські матчі | Разом | Разом |
| Збірна            | Рік               | Ігри        | Голи        | Ігри             | Голи             | Ігри  | Голи  |
| ----------------- | ----------------- | ----------- | ----------- | ---------------- | ---------------- | ----- | ----- |
| Ірландія          | 1990              | -           | -           | 4                | 1                | 4     | 1     |
| Ірландія          | 1991              | 1           | 0           | 1                | 0                | 2     | 0     |
| Ірландія          | 1993              | -           | -           | 1                | 0                | 1     | 0     |
| Усього за кар'єру | Усього за кар'єру | 1           | 0           | 6                | 1                | 7     | 1     |

### Матчі та голи за збірну
Джерело :
| Матчі та голи за збірну | Матчі та голи за збірну | Матчі та голи за збірну | Матчі та голи за збірну | Матчі та голи за збірну | Матчі та голи за збірну     | Матчі та голи за збірну |
| №                       | Дата                    | Суперник                | Рахунок                 | Голи Слейвена           | Турнір                      |                         |
| ----------------------- | ----------------------- | ----------------------- | ----------------------- | ----------------------- | --------------------------- | ----------------------- |
| 1                       | 28 березня 1990         | Уельс                   | 1:0                     | 1                       | Товариський матч            |                         |
| 2                       | 16 травня 1990          | Фінляндія               | 1:1                     | —                       | Прощальний матч Ліама Бреді |                         |
| 3                       | 27 травня 1990          | Туреччина               | 0:0                     | —                       | Товариський матч            |                         |
| 4                       | 2 червня 1990           | Мальта                  | 3:0                     | —                       | Товариський матч            |                         |
| 5                       | 6 лютого 1991           | Уельс                   | 3:0                     | —                       | Товариський матч            |                         |
| 6                       | 1 травня 1991           | Польща                  | 0:0                     | —                       | Відбір Євро-1992            |                         |
| 7                       | 17 лютого 1993          | Уельс                   | 2:1                     | —                       | Товариський матч            |                         |

## Досягнення
«Мідлсбро»
- 2 місце третього дивізіону Футбольної ліги: 1986/87[96]
- Переможець плей-оф другого дивізіону Футбольної Ліги: 1988[96]
- Фіналіст Кубка Повноправних членів: 1990[96]
- 2 місце другого дивізіону Футбольної ліги: 1991/92[96]

«Порт Вейл»
- Володар Трофею Футбольної ліги : 1993[97]

### Особисті
- Найкращий гравець року «Альбіон Роверс»: 1984/85
- Найкращий гравець року другого дивізіону Шотландської футбольної ліги : 1984/85
- Найкращий гравець року «Мідлсбро»: 1988/89, 1989/90[96]